# عيال بو سالم (مسلسل)
عيال بو سالم, مسلسل كويتي

## بطولة
غانم الصالح – محمد جابر – عبد الرحمن العقل – سعاد علي – محمود بو شهري – أسامه المزيعل - محمد الحملي - صادق بهبهاني - رزيقة الطارش - منى شداد - ملاك

## نبذة عن العمل
مسلسل كوميدي اجتماعي يطرح قضية اجتماعية مهمة وهي الطمع والجشع ما بين الإخوان والأبناء داخل البيت الواحد، سيف بن جندل (بو سالم) ويجسد شخصيتة الفنان غانم الصالح تاجر عقار كون ثروته من تجارة العقار ويعمل لديه (بو محمد) ويجسد شخصيتة الفنان عبد الرحمن العقل ويعتبر بو محمد الذراع اليمني لبو سالم وحافظ اسراره وبالجانب الآخر نجد أخ بو سالم وهو (بو شرار) ويجسد شخصيته الفنان محمد جابر الشخصية الجشعة والطامعة بمال أخوه بو سالم ومحاولة الاستيلاء علي أموال بو سالم بأي طريقة كانت.
وأثناء صراع بو شرار للحصول علي المال يتوفي بو سالم ويترك لأولاده (سالم) ويجسد شخصيته الفنان محمود بو شهري و (سلمان) ويجسد شخصيته الفنان أسامة المزيعل وهم الأبناء الطائشون وعديمي المسؤولية والعابثين بورث أبوهم بو سالم وتكون محاولة السيطرة عليهم من عمهم بو شرار الطامع بورث بو سالم.